# 余齐民
余齐民（？—458年），《南史》为唐太宗避讳作余齐人，南朝宋晋陵郡晋陵县（今江苏省常州市）人。
余齐民年轻时有孝行，担任县书吏。父亲余殖，大明二年（458年），在家病亡，家人以其父有病告知他。消息未至，余齐民对人说 ：“近来身上肉痛心烦，有如刀子在割，平时常感恐慌，一定有别的原因。”收到消息，四百余里，一天便赶回了。到达家门，知道父亲去世，顿足大哭，悲痛昏厥，良久后才苏醒。问其母，父亲的遗言。母亲说：“你父亲临终，遗憾没有见到你。”他说：“相见何难。”于是在出殡的地方号哭，须臾就死了。州郡上言，有司上奏曰："收贤旌善，万代无殊，心至自天，古今岂异。齐民至性由中，情非外感，淳情凝至，深心天彻，跪讯遗旨，一恸殒亡。说他事迹虽与曾参、高柴不同，但诚心与丘吾子、赵至相等。改其里为孝义里，蠲免租布，赐其母一百斛谷子。